# Flitestar
Flitestar — бывшая южноафриканская авиакомпания со штаб-квартирой в Йоханнесбурге (ЮАР), осуществлявшая регулярные пассажирские перевозки на авиалиниях регионального и международного значения.
Портом приписки авиакомпании и её главным транзитным узлом (хабом) являлся Международный аэропорт имени О. Р. Тамбо в Йоханнесбурге.

## История
Авиакомпания Flitestar была образована в 1991 году и по сути стала первым коммерческим перевозчиком ЮАР, составившим конкуренцию монополии национальной авиакомпании страны South African Airways на рынке регулярных пассажирских перевозок Южной Африки. Компания создавалась в качестве дочернего предприятия другой авиакомпании Trek Airways, имела полное официальное название Trek Airways Flitestar, но использовала сокращённую торговую марку (бренд) «Flitestar».
Авиаперевозчик начал свою операционную деятельность 16 октября 1991 года, открыв регулярные рейсы из Йоханнесбурга по крупным аэропортам страны, полёты выполнялись на четырёх новых самолётах Airbus A320-221, взятых в лизинг в других авиакомпаниях.
В последующие два года 25 % всей деятельности Flitestar занимали регулярные пассажирские перевозки по внутренним авиалиниям, 63 % оборота составляли грузовые рейсы и остальную часть занимали чартерные перевозки по договорам с предприятиями и бизнесменами страны. В 1993 году флагманская авиакомпания ЮАР South African Airways стала применять политику ценового демпинга на конкурирующих маршрутах, в результате чего к декабрю 1993 года Flitestar попала в тяжёлую финансовую ситуацию и была вынуждена существенно сократить маршрутную сеть авиаперевозок.
11 апреля 1994 года Trek Airways и её дочерняя авиакомпания Flitestar прекратили операционную деятельность и были ликвидированы по разделу банкротства предприятий.

## Флот
- 4 — Airbus A320-211
- 2 — ATR 72-202